# Italia settentrionale
Con i termini Italia settentrionale o Nord Italia, s'intende comunemente una regione geografica e statistica composta dall'insieme delle regioni italiane più a nord del Paese, vale a dire la Valle d'Aosta, il Piemonte, la Lombardia, il Trentino-Alto Adige, il Veneto, il Friuli-Venezia Giulia, la Liguria e l'Emilia-Romagna.
Esse ospitano circa il 46,7% della popolazione italiana, e producono il 56% del prodotto interno lordo nazionale. Geograficamente questa regione comprende la parte continentale della Repubblica Italiana.
A sua volta, l'Italia settentrionale si divide geograficamente e statisticamente nelle regioni NUTS 1:
- Italia nord-occidentale o Nord-Ovest, comprendente Valle d'Aosta, Piemonte, Lombardia, e Liguria.
- Italia nord-orientale o Nord-Est, comprendente Trentino-Alto Adige, Veneto, Friuli-Venezia Giulia e Emilia-Romagna.

## Geografia

### Geografia fisica
La regione è delimitata dalle Alpi a nord e a ovest, e dall'Appennino settentrionale a sud. Comprende anche alcuni territori sul versante meridionale dell'Appennino (parte della Liguria sul versante ligure-tirrenico). Confina ad ovest con la Francia tramite le Alpi occidentali, a nord con Svizzera e Austria mediante le Alpi centrali, ad est con la Slovenia ed a sud con la Toscana, le Marche ed il piccolo Stato di San Marino. L'Italia settentrionale è bagnata dal mar Ligure e dal mare Adriatico, su di essa si estende la pianura padana ed è attraversata dal fiume Po. Il Settentrione include regioni altamente industrializzate e ad alta vocazione turistica. Culturalmente, linguisticamente e in parte geograficamente sono parzialmente considerabili parte dell'Italia settentrionale anche le province di Pesaro e Urbino e Massa-Carrara.

### Idrografia
La peculiarità idrografica principale di questa parte dell'Italia è senza dubbio la presenza dei grandi laghi alpini, formatisi a seguito del ritiro dei ghiacciai. Tra questi il più grande è il Lago di Garda, alimentato dal fiume Sarca e che come unico emissario presenta il Mincio, che dopo circa 75 km si riversa nel Po. Inoltre due dei tre fiumi più lunghi d'Italia si trovano al settentrione: essi sono il Po, che raccoglie gran parte delle acque che sgorgano sulle Alpi occidentali e sull'Appennino Settentrionale, e l'Adige ed entrambi sfociano nel Mare Adriatico. In Pianura Padana, grazie alla composizione del suolo, sono frequenti le risorgive ossia degli affioramenti di acqua percolata a monte.

## Storia

### Antichità e Alto Medioevo

I popoli antichi del Nord Italia, con le tribú celtiche in colore blu (i Taurini sono spesso considerati celto-liguri)

Durante i secoli precedenti la romanizzazione, l'Italia settentrionale era abitata da diversi popoli, tra cui i Liguri, i Veneti, dediti al commercio di ambra ed all'allevamento di cavalli, e gli Etruschi, che avevano colonizzato il Nord Italia espandendosi dalla Toscana; questi ultimi fondarono la città di Bologna e diffusero l'utilizzo della scrittura; successivamente, a partire dal V secolo a.C., l'area vide l'espansione di tribù galliche. Tali popoli fondarono diverse città, come Milano, ed estesero la loro presenza dalle Alpi fino al mare Adriatico. Il loro sviluppo venne fermato dall'espansione romana nella Pianura Padana a partire dal III secolo a.C. Dopo secoli di lotta, nel 194 a.C. l'intera area di ciò che oggi è il Nord Italia divenne una provincia romana con il nome di Gallia Cisalpina (Gallia "da questo lato", rispetto a Roma, delle Alpi). La cultura e la lingua dei Romani soppiantarono le precedenti civiltà ed il Nord Italia divenne una delle più ricche e sviluppate aree dell'Impero romano; si vide la costruzione in una vasta rete di strade e lo sviluppo di agricoltura e di commercio. Nel 42 a.C. la provincia della Gallia Cisalpina fu abolita e l'Italia romana venne a inglobare tutti i territori a sud delle Alpi, e divenne a pieno titolo parte d'Italia. Non dimentichiamo che le sue città avevano già ottenuto la cittadinanza romana da Giulio Cesare sette anni prima.

Mappa del Regno longobardo alla morte di re Liutprando (744)

Nella tarda antichità il ruolo strategico del Nord Italia è sottolineato dal trasferimento della capitale dell'Impero d'Occidente da Roma a Mediolanum nel 286 e, successivamente, a Ravenna dal 402 fino al collasso dell'impero nel 476.
Dopo la caduta dell'Impero d'Occidente, il Nord Italia fu parte del regno Ostrogoto, la cui capitale fu prima Ravenna e, dopo il 540, Pavia (entrambe le città erano collegate da un servizio di navigazione grazie al Po) e patì duramente le distruzioni portate dalle Guerre Gotiche tra gli Ostrogoti e l'Impero bizantino. Nel 568 i Longobardi, un popolo germanico, entrarono nel Nord Italia attraverso il Friuli e fondarono un proprio regno duraturo, con capitale Pavia, che diede il nome all'intero Nord Italia durante il Medioevo, ed alla moderna Lombardia. Dopo le prime difficoltà, le relazioni tra i Longobardi ed i latini migliorarono e la lingua e la cultura longobarda si assimilarono con quella latina preesistente, come è evidente dai numerosi nomi, parole e leggi affermatisi in quel periodo. Il regno longobardo terminò nel 774, quando il re dei Franchi Carlo Magno conquistò Pavia, depose Desiderio, l'ultimo re dei Longobardi, e annesse il Regno Longobardo, cambiandone il nome in Regno d'Italia e mantenendo la capitale a Pavia. I duchi longobardi vennero sostituiti da conti, vescovi e marchesi di origine franca.

### Medioevo e Rinascimento

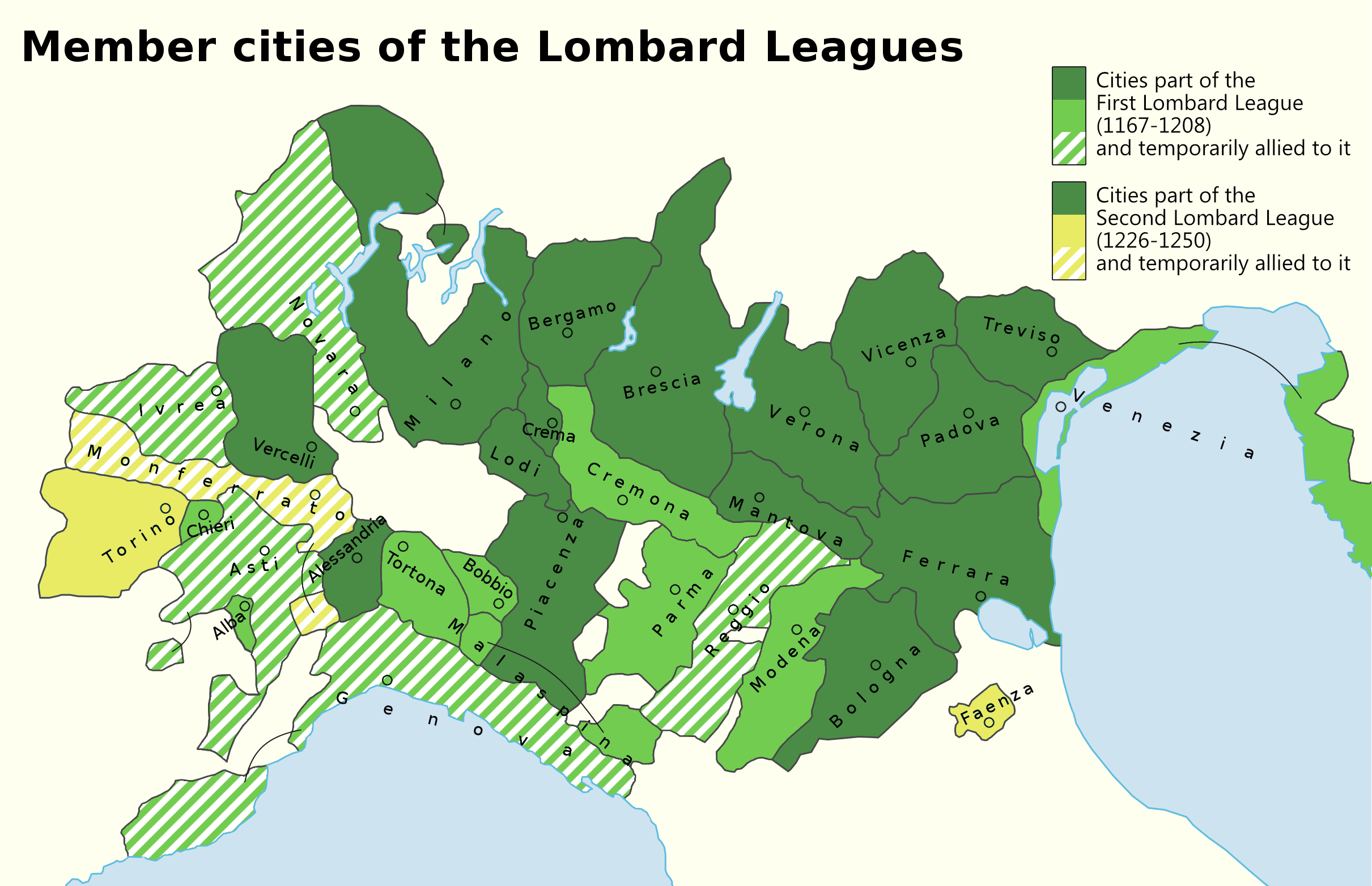
Città facenti parte della prima e della seconda Lega Lombarda

Nell'XI secolo la maggior parte del Nord Italia era incluso nel regno d'Italia, nominalmente sotto il dominio del Sacro Romano Impero, ma, nei fatti, era diviso in numerose città-Stato autonome: i comuni e le repubbliche marinare. L'undicesimo secolo segnò una significativa esplosione dell'economia del Nord Italia a causa del miglioramento del commercio e delle innovazioni agricole dell'epoca. Il fiorire della cultura portò alla fondazione di numerose università, tra cui l'Università di Bologna, la più antica d'Europa. La crescente ricchezza delle città-Stato diede loro la possibilità di sfidare il tradizionale potere feudale, rappresentato dagli imperatori tedeschi e dai loro vassalli. Questo processo portò alla creazione di diverse Leghe Lombarde formate da diverse città del Nord, che sconfissero gli imperatori della dinastia Hohenstaufen: Federico I nella battaglia di Legnano e suo nipote Federico II nella battaglia di Parma; in questo modo, le città del Settentrione si resero, nei fatti, indipendenti dagli imperatori tedeschi.
Le leghe fallirono però nello svilupparsi da alleanze militari a confederazioni durevoli e, successivamente, all'interno delle varie città-Stato, avvenne un processo di consolidamento; la maggior parte di esse divennero signorie, governate da potenti dinastie come i Della Scala di Verona o i Visconti di Milano, e conquistarono le città vicine, rischiando di unificare l'intero Nord Italia sotto un singolo stato.

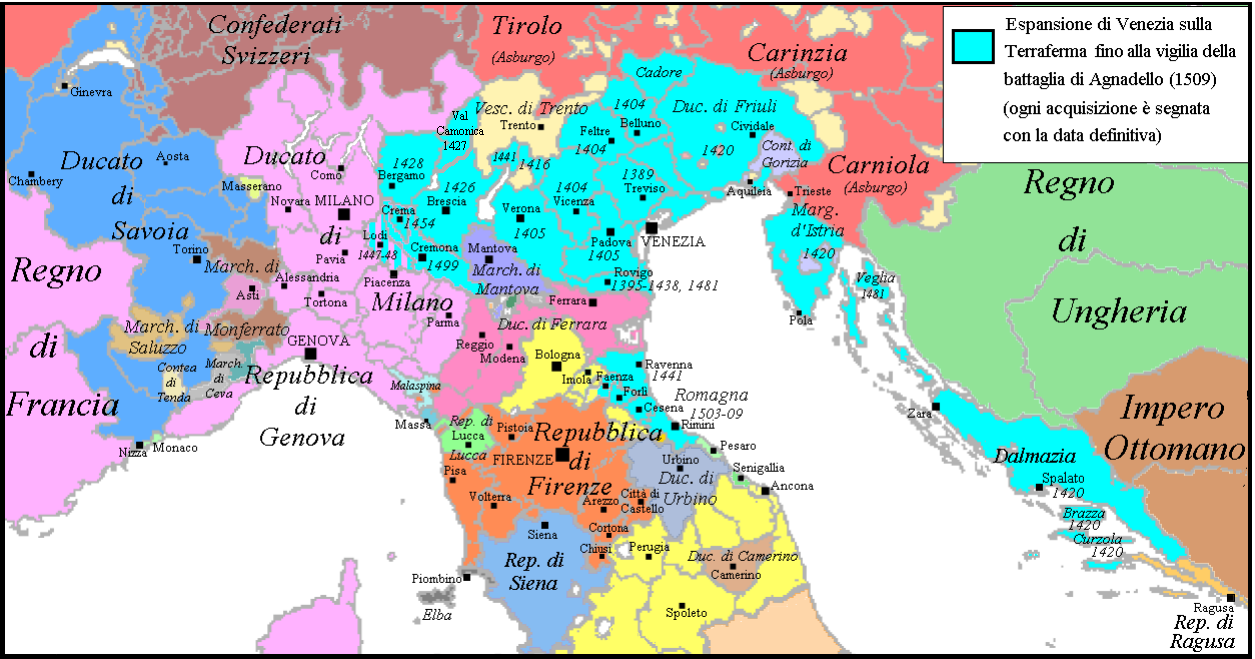
L'Italia settentrionale nel 1500

Un equilibrio di potere venne infine raggiunto nel 1454 con la pace di Lodi e il Nord Italia finì diviso tra un piccolo numero di stati regionali, di cui i più potenti erano i ducati di Savoia, Milano, Mantova, Ferrara e le Repubbliche di Genova e di Venezia, che nel frattempo aveva esteso la sua influenza nella terraferma a partire dal quattordicesimo secolo.
Nel quindicesimo secolo il Nord Italia divenne uno dei centri del Rinascimento, la cui cultura e produzione artistica erano tenute in alta considerazione. La classe imprenditoriale dei comuni estese i suoi commerci e le sue attività a nord delle Alpi e i "Lombardi", i mercanti e banchieri del Nord Italia, erano presenti in tutta Europa. Le guerre d'Italia del XVI secolo, tra il 1494 e il 1559, posero però fine al Rinascimento nel Nord Italia e portarono la regione ad essere contesa tra la Francia e gli Asburgo di Spagna ed Austria. Dopo le guerre, il cui evento culminante fu la battaglia di Pavia del 1525, la maggior parte della Lombardia cadde sotto il controllo diretto della Spagna. Allo stesso tempo, il controllo da parte dell'Impero ottomano del Mediterraneo orientale e la scoperta di nuove rotte oceaniche per l'Asia e le Americhe portarono al lento declino della repubblica di Venezia. Pestilenze come quella del 1628-1630 ed il generale declino dell'economia della penisola tra XVI e XVII secolo interruppero qualsiasi ulteriore sviluppo del Nord Italia. L'unico Stato rimasto in buona salute fu il ducato di Savoia, che, grazie a vittorie militari e diplomatiche, nel 1720 divenne noto come regno di Sardegna e portò Torino al rango di grande capitale europea.

### Storia contemporanea

Il Regno d'Italia

Dopo la rivoluzione francese, nel tardo diciottesimo secolo il Nord Italia fu conquistato dalle armate francesi; vennero istituite molte repubbliche sorelle da Napoleone Bonaparte e nel 1805 fu fondato un nuovo Regno d'Italia, composto di tutto il Nord Italia, con l'eccezione del Piemonte e della Liguria, direttamente annessi alla Francia. Venne istituito con Milano come capitale e Napoleone come capo di Stato. Al congresso di Vienna il Regno di Sardegna venne ristabilito ed espanso con l'annessione della Repubblica di Genova. Il resto del Nord Italia divenne soggetto al dominio austriaco, diretto, come nel caso del Regno Lombardo-Veneto, o indiretto, come nel caso dei ducati di Parma e di Modena. Bologna e la Romagna vennero sottoposti allo Stato Pontificio.
Il governo imperiale austriaco si rivelò impopolare a causa delle sue politiche reazionarie, cosicché il Nord Italia divenne il centro intellettuale del processo di unificazione italiana. In particolare, il piemontese Regno di Sardegna fu lo Stato che realizzò l'unificazione della penisola tra il 1859 ed il 1861. Dopo aver sconfitto gli austriaci nella Seconda guerra d'indipendenza ed aver annesso il Nord Italia, il nuovo Stato lanciò diverse campagne per conquistare il Sud ed il Centro Italia. Nel 1866, con la Terza guerra d'indipendenza, anche il Veneto ed il Friuli vennero strappati all'Austria.

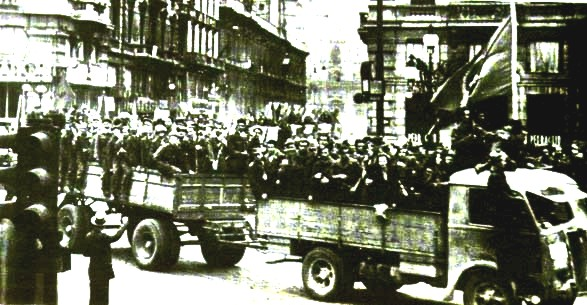
Partigiani antifascisti nelle strade di Bologna dopo l'insurrezione generale dell'aprile 1945

Dopo l'unificazione italiana, la capitale venne trasferita da Torino a Roma e l'importanza amministrativa e istituzionale del Nord Italia venne profondamente ridotta. Tuttavia, a partire dal tardo diciannovesimo secolo ed in particolare negli anni cinquanta e sessanta del ventesimo, il Nord Italia, e soprattutto le città di Torino, Genova e Milano, divenne il più importante centro dell'industrializzazione italiana, affermando il proprio ruolo come area più ricca ed industrializzata del Paese. 
Tra il 1943 e il 1945, durante la seconda guerra mondiale, il Nord Italia fu controllato dalla Repubblica Sociale Italiana fascista e fu il principale teatro della guerriglia condotta dai partigiani antifascisti. Tra il 19 e il 25 aprile 1945 le città del Nord Italia incominciarono un'insurrezione contro le forze nazi-fasciste che portarono alla liberazione dell'intero Nord Italia da parte delle forze Alleate. Le differenze economiche tra il Nord Italia e il resto del Paese, insieme con la relativa breve storia dell'Italia come unica nazione, ha portato alla fine del ventesimo secolo, promosso dalla Lega Nord e da altri partiti minori, l'emergere dell'indipendentismo padano nel dibattito politico.

## Lingue

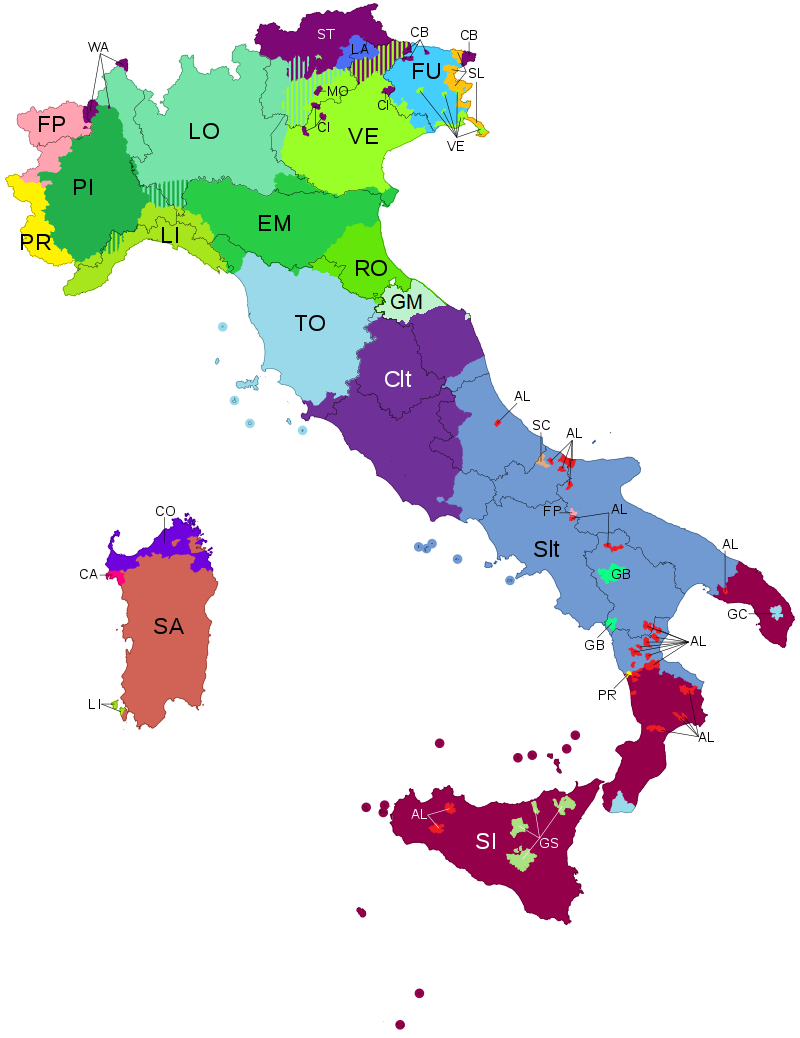
Mappa linguistica d'Italia

Nel merito delle lingue regionali, l'Italia settentrionale è predominata dalla famiglia delle lingue gallo-italiche, in contrapposizione al resto del Paese in cui sono parlate le lingue italo-dalmate, e comprendono: emiliano, ligure, lombardo, piemontese e romagnolo.
La lingua veneta viene considerata facente parte del gruppo italo-romanzo o di quello gallo-italico, oppure una lingua italo-occidentale a sé stante.
Le lingue gallo-italiche raggiungono anche il nord delle Marche (provincia di Pesaro e Urbino e provincia di Ancona, fino a Senigallia) e della Toscana (tutta la provincia di Massa-Carrara e l’Alta Garfagnana in provincia di Lucca, nonché alcune frazioni della montagna pistoiese e la Romagna toscana).
Altre lingue gallo-romanze parlate sono l’occitano, l’arpitano, parlati nelle valli occitane e arpitane nel Piemonte occidentale, ed il gruppo reto-romanzo, che include il friulano ed il ladino.
Sono parlate anche lingue non romanze: lingue germaniche come il tedesco "standard" e il bavarese in Alto Adige, piccole comunità Walser in Piemonte e in Valle d'Aosta, cimbre e mochene in Veneto, in Friuli ed in Trentino. Nel Friuli-Venezia Giulia sono parlate lingue slave: vi sono minoranze slovene in provincia di Trieste e nelle parti orientali di quelle di Udine e Gorizia.

### Storia
Durante il Medioevo, principalmente tra il XIII e il XV secolo, era in uso un volgare illustre chiamato koinè lombardo-veneta. Presso le fonti medioevali chiamata semplicemente "lingua scritta" oppure lombardo: nel senso medievale, il toponimo "Lombardia" indicava tutto il Settentrione.
A partire dal XV secolo la koinè lombardo-veneta cominciò a cedere terreno rispetto al toscano, fenomeno che il linguista Carlo Tagliavini descrive nel seguente modo: "Il fiorentino, per merito di Dante e degli altri grandi toscani, come Petrarca e Boccaccio, in grazia della posizione centrale di Firenze e delle condizioni storiche dell'epoca, si diffuse man mano in ogni parte d'Italia, facendo anche sparire la κοινή alto-italiana, che nel Duecento era assurta a un certo prestigio".
Questa koinè letteraria si manifestò con autori come Bonvesin de la Riva, Giacomino da Verona, Uguccione da Lodi, Girardo Patecchio, ecc.

## Demografia
La popolazione residente nell'Italia settentrionale ammonta a 27 531 894 abitanti suddivisa come segue:
- Italia nord-occidentale: 15 930 970
- Italia nord-orientale: 11 600 924

### Regioni
| Regione               | Capoluogo | Abitanti   |
| --------------------- | --------- | ---------- |
| Emilia-Romagna        | Bologna   | 4 468 776  |
| Friuli-Venezia Giulia | Trieste   | 1 193 639  |
| Liguria               | Genova    | 1 509 640  |
| Lombardia             | Milano    | 10 043 340 |
| Piemonte              | Torino    | 4 255 313  |
| Trentino-Alto Adige   | Trento    | 1 086 806  |
| Valle d'Aosta         | Aosta     | 122 677    |
| Veneto                | Venezia   | 4 851 703  |

### Comuni più popolosi
Di seguito si riporta l'elenco dei comuni con più di 50 000 abitanti.
| #  | Comune             | Regione               | Provincia       | Abitanti  | Note |
| -- | ------------------ | --------------------- | --------------- | --------- | ---- |
| 1  | Milano             | Lombardia             | Milano          | 1 367 580 |      |
| 2  | Torino             | Piemonte              | Torino          | 857 434   |      |
| 3  | Genova             | Liguria               | Genova          | 564 355   |      |
| 4  | Bologna            | Emilia-Romagna        | Bologna         | 391 374   |      |
| 5  | Verona             | Veneto                | Verona          | 255 126   |      |
| 6  | Venezia            | Veneto                | Venezia         | 249 274   |      |
| 7  | Padova             | Veneto                | Padova          | 207 747   |      |
| 8  | Brescia            | Lombardia             | Brescia         | 200 352   |      |
| 9  | Parma              | Emilia-Romagna        | Parma           | 199 113   |      |
| 10 | Trieste            | Friuli-Venezia Giulia | Trieste         | 198 685   |      |
| 11 | Modena             | Emilia-Romagna        | Modena          | 184 855   |      |
| 12 | Reggio Emilia      | Emilia-Romagna        | Reggio Emilia   | 172 818   |      |
| 13 | Ravenna            | Emilia-Romagna        | Ravenna         | 156 380   |      |
| 14 | Rimini             | Emilia-Romagna        | Rimini          | 150 776   |      |
| 15 | Ferrara            | Emilia-Romagna        | Ferrara         | 129 336   |      |
| 16 | Monza              | Lombardia             | Monza e Brianza | 123 316   |      |
| 17 | Bergamo            | Lombardia             | Bergamo         | 120 515   |      |
| 18 | Trento             | Trentino-Alto Adige   | Trento          | 119 013   |      |
| 19 | Forlì              | Emilia-Romagna        | Forlì-Cesena    | 117 730   |      |
| 20 | Vicenza            | Veneto                | Vicenza         | 110 559   |      |
| 21 | Bolzano            | Trentino-Alto Adige   | Bolzano         | 106 437   |      |
| 22 | Piacenza           | Emilia-Romagna        | Piacenza        | 103 590   |      |
| 23 | Novara             | Piemonte              | Novara          | 102 793   |      |
| 24 | Udine              | Friuli-Venezia Giulia | Udine           | 98 288    |      |
| 25 | Cesena             | Emilia-Romagna        | Forlì-Cesena    | 95 816    |      |
| 26 | Alessandria        | Piemonte              | Alessandria     | 92 776    |      |
| 27 | La Spezia          | Liguria               | La Spezia       | 92 648    |      |
| 28 | Treviso            | Veneto                | Treviso         | 85 908    |      |
| 29 | Como               | Lombardia             | Como            | 84 774    |      |
| 30 | Busto Arsizio      | Lombardia             | Varese          | 84 102    |      |
| 31 | Varese             | Lombardia             | Varese          | 79 069    |      |
| 32 | Sesto San Giovanni | Lombardia             | Milano          | 78 943    |      |
| 33 | Cinisello Balsamo  | Lombardia             | Milano          | 74 994    |      |
| 34 | Carpi              | Emilia-Romagna        | Modena          | 73 520    |      |
| 35 | Asti               | Piemonte              | Asti            | 73 514    |      |
| 36 | Pavia              | Lombardia             | Pavia           | 71 589    |      |
| 37 | Cremona            | Lombardia             | Cremona         | 71 086    |      |
| 38 | Imola              | Emilia-Romagna        | Bologna         | 69 451    |      |
| 39 | Vigevano           | Lombardia             | Pavia           | 62 968    |      |
| 40 | Legnano            | Lombardia             | Milano          | 60 793    |      |
| 41 | Faenza             | Emilia-Romagna        | Ravenna         | 58 768    |      |
| 42 | Savona             | Liguria               | Savona          | 58 678    |      |
| 43 | Cuneo              | Piemonte              | Cuneo           | 55 861    |      |
| 44 | Moncalieri         | Piemonte              | Torino          | 55 495    |      |
| 45 | Sanremo            | Liguria               | Imperia         | 53 093    |      |
| 46 | Gallarate          | Lombardia             | Varese          | 52 839    |      |
| 47 | Pordenone          | Friuli-Venezia Giulia | Pordenone       | 52 502    |      |
| 48 | Rho                | Lombardia             | Milano          | 50 892    |      |

## Economia
L'economia dell'Italia settentrionale contribuisce in modo considerevole al prodotto interno lordo nazionale. Essa, dall'Unità d'Italia e con la formazione del "Triangolo industriale" Milano, Torino e Genova, ha una grande importanza per l'economia della penisola. Tra le regioni che compongono il Settentrione, spicca per economia e servizi la Lombardia, che contribuisce per circa un quinto al PIL nazionale. Altre realtà economiche di rilievo sono l'Emilia-Romagna, con un'economia in forte crescita trainata dall'export, che risulta quarta in Italia per potenza economica e prima nel settore agricolo, il Veneto, grande polo manifatturiero ed infrastrutturale nonché terza economia italiana, il Trentino-Alto Adige e la Valle d'Aosta, ai primi posti in Italia per PIL pro capite. Alcune tra le maggiori aziende italiane sono nate in Piemonte (ad esempio, FIAT, Ferrero, Olivetti, Exor, che è olandese, ma ha sede a Torino) ed i porti di Trieste e Genova sono i più importanti del Nord Italia.